# Clube Esportivo e Recreativo Atlântico
L'Atlântico, noto come Atlântico Erechim per ragioni di localizzazione geografica, è una società polisportiva brasiliana fondata nel 1915 con sede a Erechim. La squadra della polisportiva che ha raggiunto maggiore notorietà è quella di calcio a 5.

## Storia
La Società italiana di mutuo soccorso XX Settembre fu fondata nel 1915 come circolo di aggregazione della comunità italiana, che in questo ambiente si riuniva per bere vino e cantare canzoni popolari. Nel corso della sua storia la società ha assunto diverse denominazioni: Benito Mussolini, Carlo Del Prete, Sociedade Esportiva e Recreativa Atlântico, Atlântico Foot Ball Club, e infine l'attuale Clube Esportivo e Recreativo Atlântico in uso dal 1940. Nel corso del tempo la società si è evoluta, proponendo sempre più attività quali le bocce, il bowling, il teatro, la danza e il calcio.

## Calcio a 5

### Palmarès

#### Competizioni nazionali
- Taça Brasil: 2

2013, 2019
- Superliga: 1

2013

#### Competizioni internazionali
- Coppa Libertadores: 1

2014
- Coppa Intercontinentale: 1

2015